# Loudoun County
Loudoun County je správní jednotkou v severní části amerického státu Virginie. V roce 2010 v něm žilo 312 311 lidí; výrazný nárůst od roku 2000. Okresní město je Leesburg.

## Dějiny
Dnešní Loudoun byl součást většího území, rozkládajícím se mezi řekami Potomac a Rappahannock, darovaného anglickým králem Karlem II. sedmi šlechticům v roce 1649. Mezi lety 1653 až 1730 na tomto území vznikly okresy Westmoreland, Stafford a Prince William, v roce 1742 pak na zbytku půdy vznikl okres Fairfax, jehož západní část byla vydělena roku 1757 a pojmenována Loudoun po Johnu Campbellovi, 4. Earlu z Loudounu, veliteli všech britských ozbrojených sil v Severní Americe a v letech 1756 až 1759 i guvernérovi Virginie. 
Osídlování Loudounské oblasti začalo v období let 1725–1730 příchozími z Pensylvánie, New Jersey a Marylandu. Ve stejné době se do kraje stěhovali i kolonisté anglického šlechtického původu z východní Virginie, kteří zde zakládali tabákové plantáže. Ve 20. letech 18. století se skupiny kvakerů, Němců, Irů a Skotských Irů usídlovaly v Catoctin Mountains a založily osady Waterford, Goose Creek (nyní Lincoln), Harmony (dnešní Hamilton) a Union (později přejmenovaný na Unison). Po porážce Britů u Fort Duquesne roku 1755 sem přišli uprchlíci z údolí Shenandoah a zabydleli se v západním Loudounu. Během britsko-americké války sloužil okres Loudoun jako útočiště pro prezidenta Jamese Madisona a cenné archiválie, například Deklaraci nezávislosti a jiné. 
V občanské válce se na území okresu utkala vojska Konfederace a Unie v bitvě u Ball’s Bluff, která skončila konfederačním vítězstvím. Další zvrat nastal vybudováním Dullesova mezinárodního letiště v 60. letech 20. století. Poklidný okres s dlouhodobým počtem 20 000 obyvatel a zemědělský rázem se začal dynamicky rozvíjet. Od té doby se počet obyvatel okresu zečtyřnásobil.

## Geografie
Plocha okresu je 1350 km², z toho 0,24 % je voda. Okres se nachází v severní Virginii, severní a severovýchodní hranici tvoří řeka Potomac, na jihozápadě do okresu zasahuje pohoří Catoctin Mountains. Na severu sousedí s Marylandem, na severozápadě se západní Virginií a na západě, jihu a východě s dalšími virginskými okresy.

### Sousedící okresy
- Fairfax County ve Virginii – východ
- Prince William County ve Virginii – jihovýchod
- Fauquier County ve Virginii – jih
- Jefferson County v Západní Virginii – západ
- Clarke County ve Virginii – západ
- Washington County v Marylandu – severozápad, na druhém břehu Potomacu
- Frederick County v Marylandu – sever, na druhém břehu Potomacu
- Montgomery County v Marylandu – východ, na druhém břehu Potomacu

## Demografie
Při oficiálním odhadu v letech 2005-2009 měl okres 277 465 obyvatel bydlících v 100 433 domácnostech a hustotu osídlení 206 ob./km. Obyvatel do 5 let věku bylo 9,5 %, 22,3 % ve věku 5-19, 62,3 % ve věku 20-64 let a 5,9 % mělo 65 let a víc. Průměrný věk byl 34,2 let. Rozdělení podle ras bylo: 73,2 % běloši, 7,8 % černoši, 12,2 % Asiaté, 3,9 % jiná rasa, 2,7 % dvě a více ras, Indiáni a Inuité 0,1 %, Havajané a tichomořští ostrované také 1 % a Hispánci bez ohledu na rasu 10,1 %. Okres Loudoun měl nejvyšší medián příjmu domácnosti v celých USA (107 207 dolarů), druhý je sousední okres Fairfax.

## Sídla

### Města
| - Hamilton - Hillsboro - Leesburg - Lovettsville | - Middleburg - Purcellville - Round Hill |

### Vytvořený okrsek pro sčítání lidu (CDP)
| - Arcola - Ashburn - Belmont - Brambleton - Broadlands - Cascades - Countryside - Dulles Town Center - Lansdowne - Loudoun Valley Estates - Lowes Island - Moorefield Station | - Oak Grove - South Riding - Sterling - Sugarland Run - Stone Ridge - University Center |

### Nezačleněné komunity
| - Airmont - Aldie - Bloomfield - Bluemont - Britain - Conklin - Dover - Dulles - Elvan - Eubanks - Gleedsville - Georges Mill | - Gilberts Corner - Howardsville - Leithtown - Lenah - Lincoln - Loudoun Heights - Lucketts - Mechanicsville - Milltown - Morrisonville - Mount Gilead - Mountville | - Neersville - Oatlands - Paeonian Springs - Paxson - Philomont - Potomac Green - Randolph Corner - River Creek - Ryan - Saint Louis - Scattersville - Silcott Spring | - Sterling Park - Stewartown - Stumptown - Sycolin - Taylorstown - Telegraph Spring - Trapp - Unison - Virts Corner - Waterford - Watson - Waxpool | - Wheatland - Willard - Willisville - Woodburn |

## Hlavní silnice
- U.S. Route 15
- U.S. Route 50
- State Route 7
- State Route 28
- State Route 267
- Loudoun County Parkway

## Národně chráněné území
- Národní historický park Harper's Ferry